# 11764 Benbaillaud
11764 Benbaillaud è un asteroide della fascia principale. Scoperto nel 1960, presenta un'orbita caratterizzata da un semiasse maggiore pari a 2,1948519 UA e da un'eccentricità di 0,0680794, inclinata di 4,70783° rispetto all'eclittica.
Intitolato così in onore di Benjamin Baillaud, direttore prima dell'Osservatorio di Tolosa (dal 1878 al 1907) e poi di quello di Parigi (1907-1926).